# Koncz Antal (szobrász)

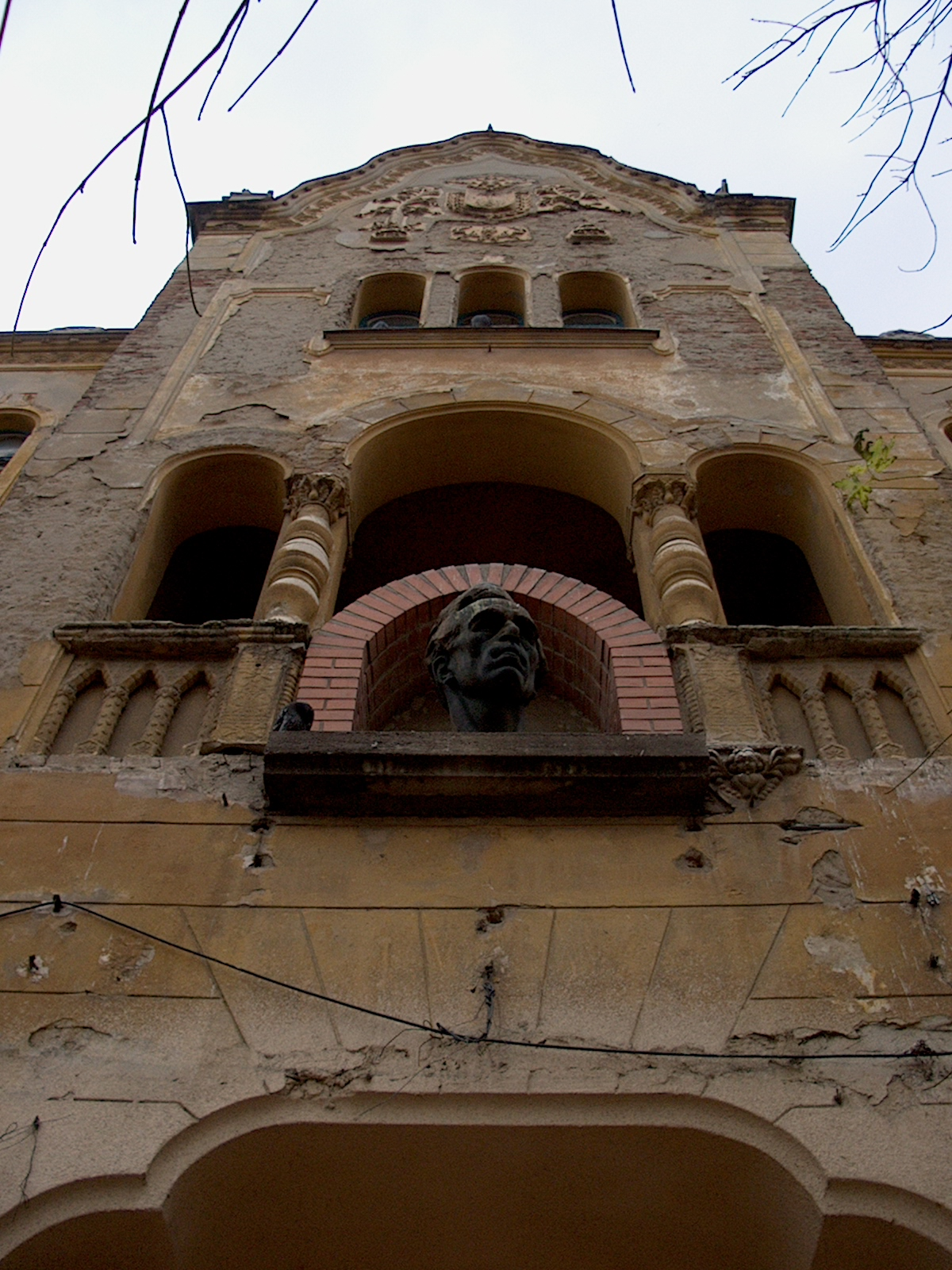
Tóth József színészről készült mellszobra a szentesi Tóth József Színház és Vigadó bejárata felett még 2002-ben, az épület felújítása előtt

Koncz Antal (Orosháza, 1884. augusztus 6. – Szentes, 1957. július 3.) szobrászművész.

## Munkássága
Koncz Antal és Nagy Róza fia. Miután elvégezte elemi iskoláit, Szentesen volt kereskedőtanonc. Már gyermekként a szobrászat felé fordult érdeklődése. 1905-ben kisméretű mellszobron ábrázolta édesapját, s a jómódú szentesi családok egyes tagjairól is készített portrékat. Hegedűs László festőművész figyelt rá fel, akinek közbenjárására ajánlólevelet kapott a városi tanácstól, így 1906-ban már megkezdhette tanulmányait a Képzőművészeti Főiskolán. Itt Radnai Béla volt a mestere, s Szentes városa ösztöndíjjal támogatta a fiatal tehetség képzését. Oklevelének megszerzése után 1911-ben Szentesen telepedett le, az itteni Vármegyeházán rendezte be műtermét. 1914-ben a Képzőművészeti Társulat Tavaszi Tárlatán állította ki két portréját, 1920-ban pedig Rohamozó huszár című művét mutatta be Budapesten. 
Zsánerszobrok, terrakották és feketekerámiák kerültek ki a kezei közül szentesi működése során. Jelentős műve Tóth József színészről készült másfélszeres életnagyságú mellszobra, amely az ő nevét viselő színházterem bejáratát díszíti. A református egyház 1928-ban felkérte Kálvin János mellszobrának elkészítésére, ezt életnagyságnál nagyobb kivitelben teljesítette. 
Sírszobrai közül kettőt a szentesi múzeum őriz, művei megtalálhatóak még a szentesi Koszta József Múzeum képzőművészeti gyűjteményében, valamint szentesi családoknál magántulajdonban.

## Emlékezete
Szentesen, a Jókai utca 107. szám ház falán áll fehér márványból készült emléktáblája, amelyet Kerekes István díszítőszobrász készített 1967-ben. A tábla Koncz Antal 1907-ben bronzból készült portréját foglalja magában, amely Szamosi Soós Vilmos munkája. Az emléktáblát a Kossuth Lajos úttörőcsapat állíttatta, 1972. június 3-án avatták fel.